# Wachenberg (Gemeinden St. Peter, Schöder)
Wachenberg ist eine kleine Ortslage im Oberen Murtal in Steiermark und gehört zu den Gemeinden St. Peter am Kammersberg und Schöder im Bezirk Murau.

## Geographie
Der Ort befindet sich im Katschtal taleinwärts 3½ Kilometer nordwestlich von St. Peter und 2½ km nordöstlich vor Schöder.
Die Streusiedlung liegt links im Tal direkt oberhalb von Feistritz und Baierdorf, am Baierdorfer Berg (1762 m ü. A.), einem Vorberg der Rettlkirchspitze, auf um die 930–1170 m Höhe. Die Anhöhe oberhalb ist der Kühhaltbichl (1225 m ü. A.), zwischen dem Feistritzbach und dem Grabnerbach, die beide in den Katschbach münden. Der Ort erstreckt sich noch westwärts bis in das Katschbach-Engtal (Katschgraben), das zum Sölkpass hinaufführt.
Die 3 östlichen Häuser (Hubenbauer, Burgstaller) gehören zur Ortschaft Feistritz von St. Peter, die gut 15 westlichen (Baichl, Johnsbauer, Bremsmoar) zur Ortschaft Baierdorf von Schöder.
|                            | (Niedere Tauern)                            | Pöllau am Greim (Gem. St. Peter a.K.)          |
| Schöderberg (Gem. Schöder) | Kompassrose, die auf Nachbargemeinden zeigt | Schmieding (Gem. St. Peter a.K.)               |
| Baierdorf (Gem. Schöder)   |                                             | Feistritz am Kammersberg (Gem. St. Peter a.K.) |

## Geschichte
Der Name bezieht sich auf einen abgekommenen Wachturm. Er stand wohl beim Gehöft Burgstaller (Haus Nr. 43; Burgstall ‚Kleinburg‘), das schon 1305 in einem Freisinger Urbar urkundlich ist – vielleicht ist dabei sogar die Burg selbst gemeint. Vermutlich verlief hier unterhalb der seit der Römerzeit benutzte Höhenweg der Katschtalstraße von der Kammersberger Höhe her, wo am Kammersberg ein weiterer Turm stand. Der Ansitz gehörte offenbar den Trennstein (Treuensteiner, in der Oststeiermark) und kam dann an die Stubenberger zu Katsch. Der Turm wurde vermutlich schon in der Baumkircher-Fehde 1469 zerstört.

## Nachweise
1. ↑  Der Name findet sich in der Franzisco-Josephinische Landesaufnahme (um 1880).
2. 1 2 3  Franz Hutter: Der landesfürstliche Gschlachtenhof zu Schöder und andere verschollene Burgen zu Ranten, Baierdorf und St. Peter a. K. In: Zeitschrift des Historisches Vereines für Steiermark, Jahrgang 34 (1941), Burgstall, S. 33 f  (Artikel S. 33–53, pdf, historischerverein-stmk.at).
3. ↑  Inge Woisetschläger-Mayer, Herwig Ebner, Hans Frühwald: Die Kunstdenkmäler des Gerichtsbezirkes Oberwölz. Schroll, 1973, S. 181 (eingeschränkte Vorschau in der Google-Buchsuche).